# バード (漫画)
『バード』は、青山広美、および山根和俊による日本の漫画のシリーズ。青山によってオリジナル作が描かれ、のち山根の作画でリメイク作と続編が描かれてシリーズ化した。いずれも『近代麻雀』（竹書房）に連載されている。
麻雀に手品を織り交ぜたトリック麻雀漫画。オリジナル版・リメイク版共々、天才奇術師である主人公がそのノウハウを駆使して敵方の常勝のからくりを見抜き、常識的には不可能なはずの全自動卓天和をやってのけるなどの、奇術技術を転用したいかさまで対抗するのが物語の基本的スタイルとなっている（ただし、『バード 〜雀界天使VS天才魔術師〜』で敵方が使ったサインのように、裏を取れないので力技で対抗するパターンもある）。
オリジナル版は、『バード 〜砂漠の勝負師〜』（バード さばくのしょうぶし）の題名で、2000年3月15日号から11月15日号まで連載（単行本は全2巻）。なお、オリジナル版の前に当たるエピソードである『BIRD JUVENILE 幼鳥編』（バード ジュブナイル ようちょうへん）が、『バード BLACK MARKET』単行本第2巻以降の巻末に描き下ろし収録されている。
『バード 〜最凶雀士VS天才魔術師〜』（バード さいきょうバイニン バーサス てんさいマジシャン）の題名で、『砂漠の勝負師』のリメイクが2011年2月15日号から10月1日号まで連載（単行本は全2巻）。その後、前作から2年後が舞台の続編である『バード 〜雀界天使VS天才魔術師〜』（バード じゃんかいエンジェル バーサス てんさいマジシャン）が、2012年3月1日号から2013年5月15日号まで連載（単行本は全3巻）。さらに、バードが終戦直後にタイムスリップさせられ、闇市に舞台を移した続編『バード BLACK MARKET 〜闇市編〜』（バード ブラックマーケット やみいちへん）が、2016年11月15日号から2019年12月号まで連載。

## 登場人物

### バード 〜砂漠の勝負師〜
ジョニー・和也・バード
主人公である17歳の少年。
表向きは「バード」の弟子だが、真実はゴドフリーに手品を指導している本物の「バード」。
アル中の売れないマジシャンだった父親から虐待を受けており、自分で稼ぐためにも必死で手品を練習し、9歳で父を超える腕を持った。しかし、どうしても客を楽しませることができず、むしろ客を傷つけ不愉快にさせてしまい、それはどうしても克服することができなかった。以後は表舞台に立つ夢を捨て、ゴドフリーを表向きの「バード」として裏方に徹していたが、蛇との勝負を経て再びその夢を取り戻す。
その冷たい眼は父親から「殺し屋の眼」と評される。蛇の技に対して感動とシンパシーを覚えており、出会い方が違えば友人になれたと口にしている。
般若 沙羅（はんにゃ さら）
般若組組長の孫娘。かつては優秀なマジシャンであり、麻雀の腕もあったが、蛇との勝負に敗れる。
その代償として左肩に蛇を模した醜い傷跡を遺され、二度とマジシャンとして再起できなくなってしまう。さらには負けた晩に蛇に一晩中両手両足の骨を脱臼させてははめて…と人形のようにもてあそばれたことがトラウマになり、蛇と相対するだけでも相当な精神状態に陥ってしまっていた。
重傷を負ったゴドフリーの叱咤もあり、彼の代わりに蛇との勝負の舞台に立つ。
蛇
表向きは東京墨田区の長屋街に住む初老の男性。趣味は園芸で、自宅の庭で多数の野菜を育てており、天狗家連合の会長に沢庵を差し入れるなどしている。
しかし裏の顔は日本の裏の利権を操るとまで言われる伝説の代打ち「蛇」。ブッコ抜きなどのサマが封じられた全自動卓で天和を繰り出すという前代未聞の打ち手。
一見温厚な老人に見えるが、負けた相手を殺害して死体をミンチにし、それを自宅の畑の肥料にするなど常軌を逸した狂人。バードが自分と肉薄することで、物語後半では感情的になる場面も多々あった。
彼の全自動卓天和の裏には、常人ではとても考えられない、そして耐えられないような努力と地獄が積み重なっている。
スミス・ゴドフリー
表向きの「バード」。実際は和也のパートナーであり、彼から指導を受けてマジックを演じている。
本人曰くバイセクシャル。和也のパートナーとして蛇との勝負に参加する予定だったが、前日に狙撃され、重傷を負ってしまう。意識朦朧の状態ながらも蛇に怯える沙羅を叱咤激励し、和也のパートナーの役目を託す。
不破 和人（ふわ かずと）
大阪府堺市出身の代打ち。暴力団天狗家連合主催の蛇の相棒選びで蛇に選ばれた男（選抜戦で蛇に標的にされてトビになったが、蛇自身の意向から合格となった）。
代打ちとしての腕は全くないわけではないが、蛇にはイカサマの腕は「ヘタ」とはっきり言われ、バードとの対局中も自身の虚栄心が原因で、バードに蛇の全自動卓天和を暴かせる遠因を作ってしまい、バードの技に苛立った蛇の暴行で後半は代打ちを降ろされてしまう。

### バード 〜最凶雀士VS天才魔術師〜
カズヤ
主人公。バードの異名を持つジェシカのエージェントとして登場するが、実は自身が真の「バード」。
6歳で舞台に立ち9歳で一流ホテルのオファーが掛かる程の天賦の才を持っていたが、高すぎる才能から表舞台に立つのを止め蛇との対決の誘いを受けるまで裏方生活を送っていた。
一見気障に振る舞うが、どこか冷めている。しかし、蛇の全自動卓天和に圧倒されると同時に魅了され、その戦いに自分の技術と才能を存分に発揮することを見出す。
ジェシカ・ゴドフリー
バードの異名を持つ金髪美女のマジシャン。その実体は、カズヤの誘いを受け影武者となった舞台女優。
朱雀 沙羅（すざく さら）
祖父譲りの博才を持つ女。かつてはプロのマジシャンで、その技術を応用したイカサマが得意。かつて蛇に挑むもイカサマを暴かれて肩を壊され、さらに敗北の証として刺青と陵辱を施されたことが、トラウマとなっている。
蛇
不可能とされた「全自動卓によるイカサマ」を可能にした凄腕の雀士。本名不明。
外見は頭の禿げた太った中年男で、敬語を使って物腰こそ丁寧であるが、相手のイカサマを見抜く眼力と一瞬でその相手に制裁を加える暴力を有している。自分に敗北した者を殺害、あるいは刺青を刻み込むなどバード曰く幼稚なまでの自己愛の持ち主と分析される凶悪な裏の顔を持つ。常軌を逸した執念で全自動卓の仕組みを解析し、「全自動卓天和」のイカサマを実現した。
桐生 正臣
近代連合の若頭。蛇のイカサマの秘密を共有する。
不破 一斗（ふわ かずと）
大阪出身の雀士。一度に4枚の牌をすり返るメガツモで早和了を得意とする通称・韋駄天の不破。
組の金に手を出して逃走中に近代連合に捕まり、蛇の相方を務める雀士を選ぶための試練を受けさせられる。そこでメガツモを駆使して他の雀士たちを圧倒し、近代連合の代打ちとして蛇の相方を務めることとなる。
朱雀 正三（すざく しょうぞう）
朱雀グループの顧問で沙羅の祖父。
朱雀 剛三（すざく ごうぞう）
朱雀グループの会長。沙羅の父。
竹書 巴（たけがき ともえ）
竹書組の代表。朱雀会vs近代連合の勝負の立会人を務める。

### バード 〜雀界天使VS天才魔術師〜
カズヤ

ジェシカ・ゴドフリー

朱雀 沙羅（すざく さら）

鯨丘
口髭を生やし、頭髪が後退した中年男性。不破に乗っ取られた競技麻雀界の窮状を打破するため、バードに不破・天羽院姉妹打倒を依頼した人物。
競技麻雀の関係者ということもあり、バードにエニグマと言わしめた不破考案のサインのヒントを掴んでみせるなど、意外な所で活躍している。
星野 百合（ほしの ゆり）
とある事情からバードに天羽院姉妹の退治を依頼した経済産業省のエリート。
典型的眼鏡美女で、他の女性陣も同様なので見逃されがちだがスタイルも良好。麻雀の実力も、天羽院姉妹との初対戦時は引き立て役となっているもののプロ顔負けである。不破・天羽院姉妹との再戦時は、カズヤからパートナーに指名されている。
不破 一斗（ふわ かずと）
前作より引き続いての登場。前作での麻雀勝負大敗後、敗北の責任として右腕を切断され隻腕となっている。葉巻をくわえ、髭を伸ばし、一回り大きい筋肉質の体になって、背に蛇を踏み鳥を捕らえた闘神の刺青を刻んでいるなど、以前とは別人のような風貌に変わっている。前作で蛇に犯されたことが原因で、男性にしか欲情できない体になってしまっている。
バード打倒の布石として競技麻雀の理事となり、天羽院姉妹の陰で暗躍。さらに、天羽院姉妹が所持する異能の力と競技麻雀のお約束を利用したサイン、バードの伝家の宝刀である全自動卓天和を破る手段を講じる。
天羽院 摩耶（あもういん まや）、天羽院 瑠璃（あもういん るり）
2年前に突如として現れた双子雀士の姉妹。とある理由のため、不破と結託しバード打倒を目指している。
蛇
前作でのバードの最大の敵。
敗戦後に雷に打たれ死んだかと思われたが奇跡的に生還したものの、当エピソードで初登場した際には瀕死の重傷で寝たきり状態でとある人物の介護を受けている姿が描かれている。だが、エピソード最後に不破の前に完全復活した姿で再登場を果たしている。

### バード BLACK MARKET
カズヤ

蛇

朱雀 綺羅（すざく きら）
朱雀一家七代目を名乗る16歳の少女。祖父や両親、兄、主だった幹部たちを戦争と黄龍会の襲撃で失い、弟と2人きりで孤児になりながらも一家の看板を守っていた。
猫目に右手を潰され路上に放り出されていたカズヤを助け、朱雀一家再興のためカズヤの力を借りることになる。
朱雀 昂次（すざく こうじ）
朱雀一家若頭。綺羅の弟。
猫目（ねこめ）
黄龍会の代打ち。「新宿（ジュク）の門番」の異名をとる。南方戦線で頭部に銃弾を受けて以来、自在に時を止めて銃弾や牌の動きを見ることができるようになった。
闇市の雀荘でカズヤのイカサマを見破り、右手を日本刀で突き刺して放り出す。
犬童 賢吉（いぬどう けんきち）
黄龍会の賭場の一つ、新宿起勢丹ビル地下、通称「白虎城」の支配人。
黒恵 蝶子

王 龍（ワン ロン）

## 書誌情報
- 青山広美 『バード 〜砂漠の勝負師〜』 竹書房〈近代麻雀コミックス〉、全2巻
  1. 2000年9月7日発売 ISBN 4-8124-5428-X
  2. 2000年11月15日発売 ISBN 4-8124-5457-3

  - （廉価版）2012年7月6日発売 竹書房〈バンブー・コミックス〉、全1巻 ISBN 978-4-8124-7819-6
- 原作：青山広美・作画：山根和俊 『バード 〜最凶雀士VS天才魔術師〜』 竹書房〈近代麻雀コミックス〉、全2巻
  1. 2011年7月7日発売 ISBN 978-4-8124-7620-8
  2. 2011年10月7日発売 ISBN 978-4-8124-7668-0

  - （廉価版）『麻雀魔術師バード 最凶雀士編』2014年2月27日発売 竹書房〈バンブー・コミックス〉、全1巻 ISBN 978-4-8124-8607-8
- 原作：青山広美・作画：山根和俊 『バード 〜雀界天使VS天才魔術師〜』 竹書房〈近代麻雀コミックス〉、全3巻
  1. 2012年7月6日発売 ISBN 978-4-8124-7923-0
  2. 2012年12月17日発売 ISBN 978-4-8124-8069-4
  3. 2013年6月17日発売 ISBN 978-4-8124-8308-4

  - （廉価版）『麻雀　天才マジシャンVS魅惑のイカサマ師』 竹書房〈バンブー・コミックス〉、上下巻
    1. 2015年3月16日発売 ISBN 978-4-8019-5115-0
    2. 2015年3月16日発売 ISBN 978-4-8019-5116-7
- 原作：青山広美・作画：山根和俊 『バード BLACK MARKET[1]』 竹書房〈近代麻雀コミックス〉、全9巻
  1. 2017年3月15日発売 ISBN 978-4-8019-5779-4
  2. 2017年9月1日発売 ISBN 978-4-8019-6023-7
  3. 2018年2月15日発売 ISBN 978-4-8019-6181-4
  4. 2018年8月1日発売 ISBN 978-4-8019-6343-6
  5. 2018年11月15日発売 ISBN 978-4-8019-6433-4
  6. 2019年5月1日発売 ISBN 978-4-8019-6601-7
  7. 2019年8月1日発売 ISBN 978-4-8019-6699-4
  8. 2019年10月1日発売 ISBN 978-4-8019-6757-1
  9. 2019年12月2日発売 ISBN 978-4-8019-6820-2